# Pseudocrossidium replicatum
Pseudocrossidium replicatum là một loài Rêu trong họ Pottiaceae. Loài này được (Taylor) R.H. Zander miêu tả khoa học đầu tiên năm 1979.